# Felipe Revelez
Daniel Felipe Revelez Pereira (Rocha, 30 de setembro de 1959) é um ex-futebolista profissional uruguaio, que atuava como defensor.

## Carreira
Felipe Revelez fez parte do elenco da Seleção Uruguaia de Futebol da Copa do Mundo de 1990. 